# ジョー・ヘイズ
ジョー・ヘイズ（英語: Joe Hayes、1936年1月20日 - 1999年2月4日）は、イングランドの元サッカー選手。ポジションはFW。

## クラブ歴
1936年に生まれ、当初は綿花工場や炭鉱で働いていた。1953年にマンチェスター・シティFCのトライアルを受けて合格し選手となった。1950年代後半から1960年代前半にかけて同クラブの得点源として活躍したものの、1963年9月の膝の負傷によってポジションを失った。
1965年にバーンズリーFCに移籍し、翌年にウィガン・アスレティックFCに移籍して引退した。
1999年に63歳で歿した。